# Огнен Спахич
Огнен Спахич (на сръбски: Ognjen Spahić) е черногорски журналист и писател на произведения в жанра драма.

## Биография и творчество
Огнен Спахич е роден през 1977 г. в Подгорица, Черна гора. Учи философия и гражданско инженерство в Черногорския университет. След дипломирането си работи като журналист на вестник „Vijesti“.
Първата му книга, сборникът с разкази „Sve to“ (Всичко това) е публикуван през 2001 г. През 2012 г. разказът му „Sve to“, който е своеобразната житейска история на автора, е екранизиран от режисьора Бранислав Милатович е едноименния късометражен филм с учястието на Славко Щимак и Йован Миранович.
Първият му роман „Hansenova djeca“ (Децата на Хансен) е издаден през 2004 г. Книгага печели наградата „Меша Селимович“ за 2005 г. за най-добър нов роман от Хърватия, Сърбия, Черна гора и Босна и Херцеговина, най-престижната награда за художествена литература в бивша Югославия на името на писателя Меша Селимович.
През 2007 г. е публикуван сборникът му с разкази „Zimska potraga“ (Зимно търсене). Същата година е резидент писател в Международната програма за писане на университета на Айова.
Неговият разказ „Raymond is No Longer with Us – Carver is Dead“ (Реймънд вече не е с нас – Карвър е мъртъв) е публикуван в антологията „Най-добра европейска проза“ за 2011 г. Същата година получава румънската литературна награда „Овидий“ за изявени млади таланти на произведения преведени на румънски език.
През 2013 г. е издаден сборникът му „Глава, пълна с радост“. Той е съставен от 16 истории, които по необичаен начин интерпретират драмата на модерния човек, противопоставяйки темите за преходността, страданието, старостта, самотата и смъртта на мотивите на морето, плажът, вятърът и виното. През 2014 г. книгата получава наградата за литература на Европейския съюз. През 2018 г. едноименния разказ от книгата е екранизиран от режисьора Бранислав Милатович във филма „A Head Full of Joy“ с участието на Марко Бакович и Славко Стимах.
Огнен Спахич живее със семейството си в Подгорица.

## Произведения

### Самостоятелни романи
- Hansenova djeca (2004) – награда „Меша Селимович“
- Masalai (2015)
- Calypso (2017)

### Сборници
- Sve to (2001)
- Zimska potraga (2007)
- Puna glava radosti (2013) – награда за литература на Европейския съюз
Глава, пълна с радост, изд.: ИК „ЕРА“, София (2016), прев. Жела Георгиева

### Екранизации
- 2012 Sve to
- 2018 A Head Full of Joy